# Гребёнка (город)
Гребёнка (укр. Гребінка; до 1901 года — Тень) — город в Полтавской области Украины. Входит в Лубенский район. До 2020 года был административным центром упразднённого Гребёнковского района, в котором составлял Гребёнковский городской совет.

## Географическое положение

Здание железнодорожного вокзала

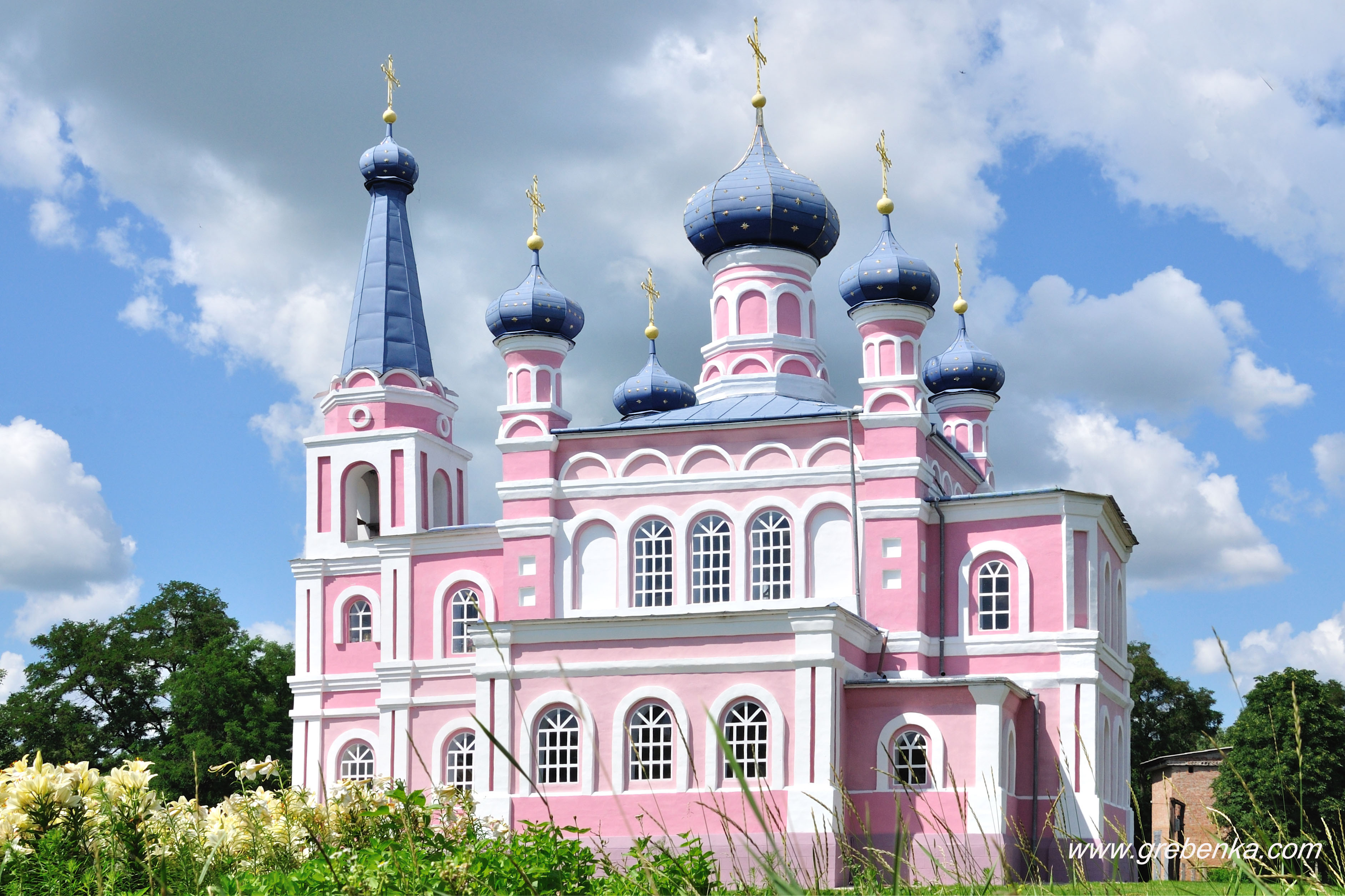

Город Гребёнка находится на левом берегу реки Гнилая Оржица, выше по течению на расстоянии в 1,5 км расположено село Лутайка, ниже по течению на расстоянии в 0,5 км расположено село Корнеевка, на противоположном берегу — сёла Слободо-Петровка, Оржица и Загребелье.
Железнодорожный узел. Через город проходят несколько железнодорожных линий (Киев — Полтава и Прилуки — Черкассы), станции Гребёнка, Платформа 136 км и База и автомобильная дорога Т-1708.

## История
Возник в 1895 году при строительстве железной дороги Харьков — Киев как железнодорожная станция Тень.
В 1901 году поселение было переименовано в село Гребёнка в честь Е. П. Гребёнки — украинского баснописца, беллетриста, издателя, общественного деятеля.
После начала революции 1905 года, в январе 1905 года железнодорожники Гребёнки участвовали во всеобщей стачке железнодорожников.
В 1910 году в Гребенке насчитывалось уже 540 местных жителей. В поселке заработало 2 паровые мельницы.
В январе 1918 года в поселении была установлена Советская власть.
В 1933 году здесь была создана МТС.
В ходе Великой Отечественной войны при приближении к городу немецких войск в августе 1941 года в районе начала деятельность заброшенная через линию фронта группа агентов немецких спецслужб, которая занималась наведением самолётов люфтваффе на железнодорожную станцию Гребёнки (в это время являвшуюся станцией снабжения войск 26-й армии), в результате ночного авианалёта немецких бомбардировщиков на город и станцию (которых наводили на цель запущенными с земли сигнальными ракетами) под бомбы попал пришедший на станцию воинский эшелон, в городе начался пожар. Оба пускавших сигнальные ракеты агента были захвачены пограничниками 94-го пограничного полка.
19 сентября 1941 года Гребёнка была оккупирована наступавшими немецкими войсками, 19 сентября 1943 года — освобождена в ходе наступления советских войск.
21 ноября 1959 года пгт. Гребёнковский стал городом районного подчинения Гребёнка.
В 1968—1971 был построен Гребёнковский элеватор.
В 1970 году численность населения составляла 12 тыс. человек, здесь действовали предприятия по обслуживанию железнодорожного транспорта, завод по ремонту сельхозмашин и кирпичный завод.
По состоянию на начало 1980 года, здесь действовали предприятия по обслуживанию железнодорожного транспорта (локомотивное и вагонное депо), кирпичный завод, промкомбинат, пищевкусовая фабрика, райсельхозтехника, комбинат бытового обслуживания, 7 общеобразовательных школ, спортивная школа, музыкальная школа, две больницы, Дом культуры, два кинотеатра, 5 библиотек и краеведческий музей.
В 1995 году был построен большой спорткомплекс, на котором проводятся районные, областные и всеукраинские соревнования.
В 1998 году в Гребёнке построен храм Святого Георгия (Свято-Георгиевская церковь).
в Полтавском обласном орхиве имеются церковные документы этой церкви за 1765-1917 годы

## Население
В 1989 году численность населения составляла 13 555 человек.
По данным Всеукраинской переписи населения 2001 года, численность населения составляла 11 562 человека.

### Языковой состав
Родной язык населения по данным переписи 2001 года:
| Язык       | Численность, чел. | Доля     |
| ---------- | ----------------- | -------- |
| Украинский | 10 877            | 94,08 %  |
| Русский    | 617               | 5,34 %   |
| Другие     | 68                | 0,58 %   |
| Итого      | 11 562            | 100,00 % |

## Климат
| Показатель                    | Янв.  | Фев.  | Март  | Апр.  | Май  | Июнь | Июль | Авг. | Сен. | Окт. | Нояб. | Дек.  | Год   |
| ----------------------------- | ----- | ----- | ----- | ----- | ---- | ---- | ---- | ---- | ---- | ---- | ----- | ----- | ----- |
| Абсолютный максимум, °C       | 8,4   | 14,0  | 20,6  | 28,9  | 33,0 | 36,1 | 35,9 | 39,0 | 32,2 | 27,2 | 18,8  | 12,6  | 39,0  |
| Средний суточный максимум, °C | −2,3  | −1,6  | 4,1   | 13,4  | 20,5 | 23,5 | 25,5 | 24,7 | 18,4 | 11,4 | 3,4   | −1,3  | 11,6  |
| Средняя температура, °C       | −4,8  | −4,6  | 0,5   | 8,5   | 14,9 | 18,3 | 20,1 | 18,9 | 13,2 | 7,2  | 0,7   | −3,6  | 7,4   |
| Средний суточный минимум, °C  | −7,3  | −7,4  | −2,8  | 4,0   | 9,5  | 13,2 | 14,9 | 13,5 | 8,7  | 3,6  | −1,4  | −5,9  | 3,6   |
| Абсолютный минимум, °C        | −32,9 | −32,2 | −26,1 | −16,1 | −3,7 | 2,8  | 6,1  | 3,8  | −4,1 | −9   | −22,8 | −28,9 | −32,9 |
| Норма осадков, мм             | 39    | 39    | 34    | 41    | 47   | 67   | 75   | 56   | 54   | 44   | 43    | 41    | 580   |
| Источник: Погода и климат     |       |       |       |       |      |      |      |      |      |      |       |       |       |